# Warsaw (Missouri)
Warsaw – miasto w Stanach Zjednoczonych, w stanie Missouri, siedziba administracyjna hrabstwa Benton, położone nad rzeką Osage.
- Powierzchnia: 5,6 km²
- Ludność: 2268 (2005)